# Rivestimento in 5'
Il rivestimento in 5' (anche cappuccio in 5', o 5' cap all'inglese) è un nucleotide alterato speciale sull'estremità 5' dell'RNA messaggero precursore e altri trascritti primari di RNA trovati negli eucarioti. Il processo del cosiddetto capping ("rivestimento") in 5' è vitale nella creazione di RNA messaggero maturo, in grado poi di avviare il processo di traduzione del mRNA in proteina. Il rivestimento assicura la stabilità dell'RNA messaggero mentre avviene la traduzione durante la sintesi proteica ed è un processo altamente regolato che avviene nel nucleo cellulare. Poiché avviene solo nel nucleo, l'mRNA di mitocondri e cloroplasti non viene rivestito.

## Struttura del cap 5'

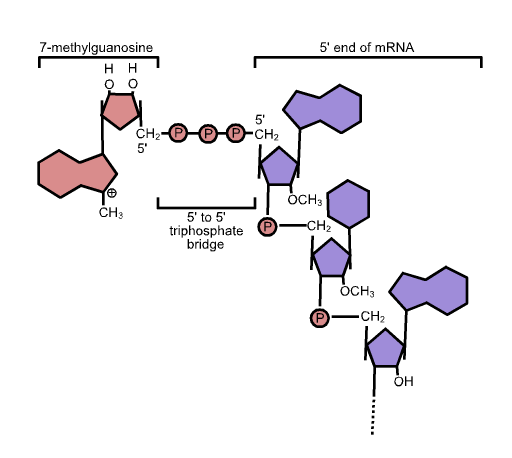
struttura cap 5'

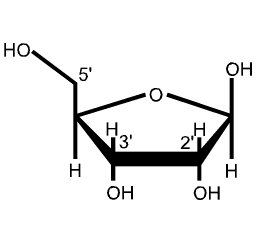
struttura del ribosio che mostra le posizioni dei carboni in 2', 3' e 5'

Il 5' cap si trova sull'estremità 5' di una molecola di mRNA e consiste in una guanina collegata all'mRNA tramite un inusuale ponte trifosfato 5'-5'. Questa guanina in vivo viene metilata da una metil-transferasi. Ci si riferisce così ad essa come a un cap 7-metilguanilato, abbreviato m7G.
Ulteriori modificazioni includono la possibile metilazione del gruppo ossidrilico (-OH) in 2' dei primi due ribosi all'estremità 5' dell'mRNA. La metilazione di entrambi i gruppi 2'-ossidrile viene mostrata nel diagramma.
Il rivestimento in 5' assomiglia ad una estremità 3' di una molecola di RNA (il carbonio 5' del ribosio soggetto a capping è legato, mentre il 3' libero). Questo garantisce una significativa resistenza alle esonucleasi 5'→3'.

## Processo di capping al 5'
Il punto di partenza è un'estremità 5' inalterata della molecola di RNA. Essa include un nucleotide finale seguito da tre gruppi fosfato attaccati al carbonio in 5'.
1. Uno dei gruppi fosfato terminali viene rimosso dalla RNA fosfatasi, lasciandone due.
2. Viene aggiunta GTP ai fosfati terminali dalla guanilil transferasi, perdendo due gruppi fosfati (dalla GTP) nel processo. Questo risulta in un collegamento trifosfato da 5' a 5'.
3. L'azoto in posizione 7' della guanina viene metilato dalla metil transferasi.
4. Se la seconda base dall'estremità è un'adenina, può essere metilata, e la terza base viene metilata circa il 10-15% delle volte.

## Bersaglio del capping al 5'
Il complesso di enzimi del capping (CEC) richiesto per il processo è legato alla RNA polimerasi II prima che inizi la trascrizione. Non appena l'estremità 5' del nuovo trascritto emerge, l'enzima vi si trasferisce e comincia il processo di rivestimento (questo meccanismo per assicurare il capping è simile a quello della poliadenilazione)).
Gli enzimi per il rivestimento possono legarsi solo all'RNA polimerasi II, assicurando specificità solo a questi trascritti, che sono quasi interamente mRNA.

## Funzione
Il 5' cap ha quattro principali funzioni:
1. Regolazione del trasporto extra-nucleare.
2. Prevenire la degradazione per opera delle esonucleasi.
3. Promozione della traduzione (vedi ribosoma e traduzione).
4. Promozione dell'incisione del 5' prossimale nell'introne.

L'esportazione nucleare del RNA è regolata dal complesso di legame del cap ("cap binding complex", CBC) che si lega esclusivamente all'RNA rivestito. Il CBC viene poi riconosciuto dal complesso dei pori nucleari e trasportato fuori. Una volta nel citoplasma dopo il primo ciclo di maturazione, il CBC è rimpiazzato dai fattori di traduzione eIF-4E ed eIF-4G. Questo complesso viene poi riconosciuto da altri meccanismi di inizializzazione della traduzione come il ribosoma. La formazione del complesso di inizio include il riconoscimento per la traduzione del cappuccio in 5' di 7-metil-guanosina-trifosfato (m7G), indirizzato verso il complesso di preinizio da una subunità del complesso multiproteico del ribosoma eIF4, che srotola anche qualsiasi struttura secondaria formata a livello dell'estremità 5'.
Il cappuccio legato al 5' previene la degradazione in due modi. Innanzitutto, impedisce alle esonucleasi 5' di riconoscere il sito poiché assume funzionalmente l'aspetto di un'estremità 3'. Inoltre, il complesso CBC e le eIF-4E/eIF-4G bloccano l'accesso ad enzimi derivestenti al cap. Questo incrementa l'emivita dell'mRNA, essenziale negli eucarioti dato che il processo di esportazione richiede un tempo significativo.
La rimozione del rivestimento di un mRNA è catalizzato dal complesso di decapping costituito da almeno Dcp1 e Dcp2, che devono competere con eIF-4E per legarsi al 5' cap. Così quest'ultimo diviene un marcatore di un mRNA traduzionalmente attivo ed è utilizzato dalle cellule per regolare l'emivita dell'mRNA in risposta a nuovi stimoli. Eventuali mRNA indesiderati sono mandati verso i corpi-P per un accumulo temporaneo o per la rimozione del rivestimento, secondo dettagli ancora da chiarire del tutto.
Il meccanismo della promozione dell'escissione intronica al 5' prossimale non è ancora ben compresa, però il rivestimento in 5' sembra avvolgersi attorno allo spliceosoma interagendo con esso nel processo di splicing, promuovendo l'escissione dell'introne.